# Bundeskommissar
Ein Bundeskommissar war zu Zeiten des Deutschen Bundes ein bestimmter Beauftragter des Bundes.
Zu diesen Beauftragten gehörten in erster Linie die Exekutionskommissare. Der Bundestag konnte unter Bedingungen eine Bundesexekution befehlen, wenn die Regierung eines Gliedstaates sich bundeswidrig verhielt. Der Exekutionskommissar übernahm bei Bedarf die Regierungsbefugnisse im Gliedstaat.

## Bundeskommissare im Deutschen Bund

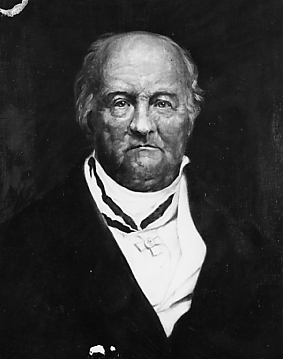
Bundeskommissar Laurenz Hannibal Fischer

- 1850/1851 wurde Graf Christian Seraphin Vincenz von Leiningen-Westerburg-Neuleiningen zum Bundeskommissar in Kurhessen eingesetzt, im Zusammenhang mit dem Kurhessischen Verfassungskonflikt.
- Wilhelm von Thümen war 1851/1852 Bundeskommissar im Schleswig-Holsteinischen Krieg.
- Laurenz Hannibal Fischer löste 1852 die deutsche Reichsflotte auf.
- Als im Deutschen Krieg 1866 die Preußen den Fürsten von Hessen-Kassel gefangen nahmen, gab der Bundestag dem Legationsrat von Hessen-Kassel Alexander von Baumbach am 30. Juni den Auftrag, die Regierungsgeschäfte als Bundeskommissar zu leiten.[2]
- Bei der Bundesexekution in Holstein 1863/1863 ernannte Sachsen Eduard von Könneritz und Hannover Alexander von Münchhausen (später Ferdinand Nieper) zum Bundeskommissar.[3]

## Bundesrepublik Deutschland
Das deutsche Grundgesetz von 1949 kennt einen Bundeszwang. Der ausführende Beamte könnte als Bundeskommissar bezeichnet werden. Einen Bundeszwang und somit auch einen Bundeskommissar hat es allerdings noch nicht gegeben. Im Bundesministerium der Finanzen gibt es einen Bundeskommissar bei der Deutschen Bau- und Grundstücks-AG.